# Tourgéville
Cet article possède un paronyme, voir Tourlaville.
Tourgéville est une commune française, située dans le département du Calvados en région Normandie, peuplée de 846 habitants.

## Géographie
La commune est au nord du pays d'Auge et est limitrophe de Deauville. Couvrant 1 201 hectares, son territoire est le plus étendu du canton de Trouville-sur-Mer.
| Benerville-sur-Mer | Mer de la Manche, Deauville          | Deauville                                         |
| Vauville           | Tourgéville                          | Saint-Arnoult                                     |
| Vauville           | Glanville, Saint-Étienne-la-Thillaye | Bonneville-sur-Touques, Saint-Étienne-la-Thillaye |

### Hydrographie
La commune est située dans le bassin Seine-Normandie. Elle est drainée par la Touques, le ruisseau du Vaunoy, le cours d'eau 01 du Haras des Chaumes, un bras de la Touques, le fossé 04 de la Poterie, le Ravin, le Chemin de l'Orguer et un autre petit cours d'eau,.
La Touques, d'une longueur de 108 km, prend sa source dans la commune de Champ-Haut et se jette  dans la baie de Seine en limite de Trouville-sur-Mer et de Deauville, après avoir traversé 42 communes. 

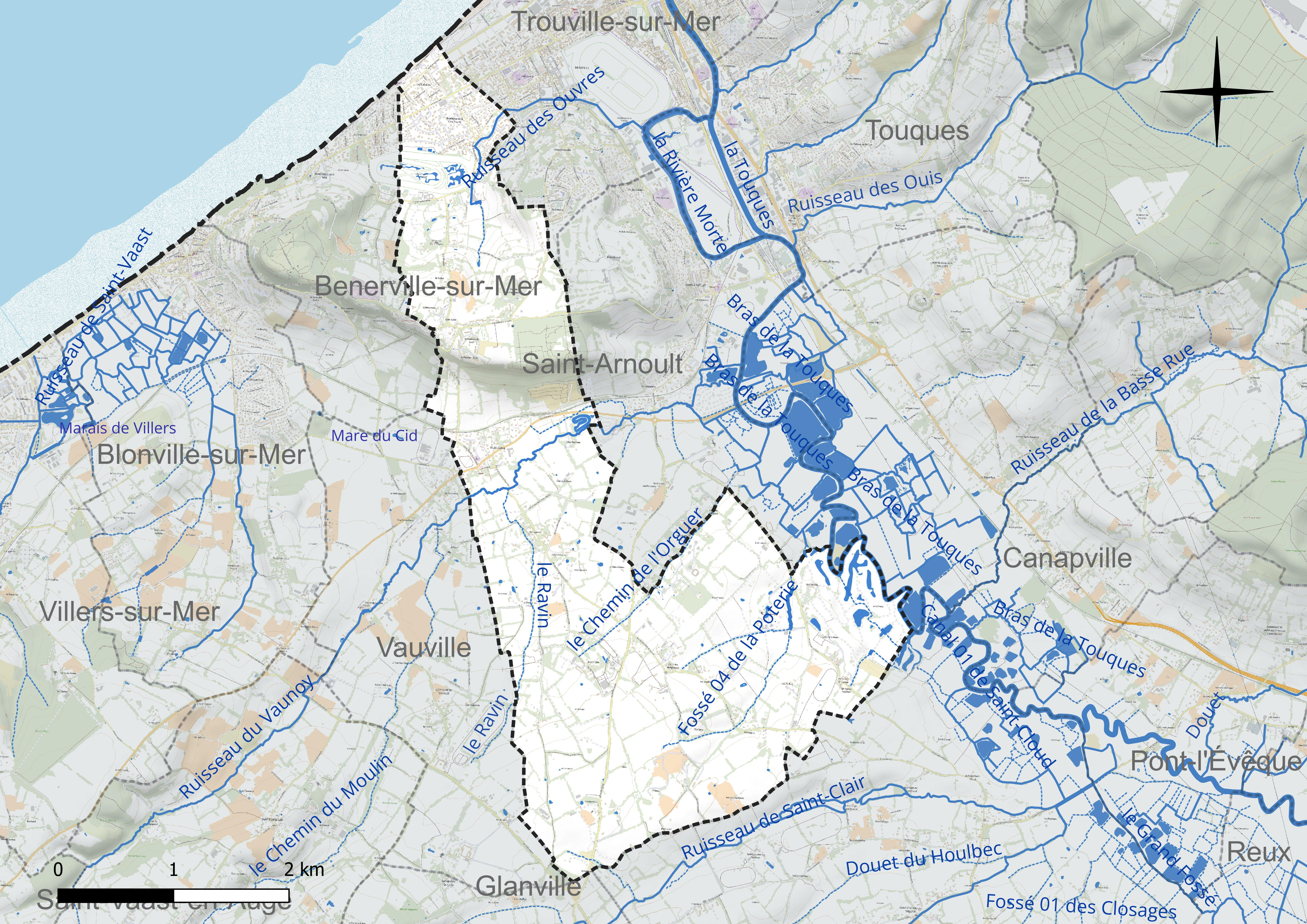
Réseau hydrographique de Tourgéville.

### Climat
Pour des articles plus généraux, voir Climat de la Normandie et Climat du Calvados.
En 2010, le climat de la commune est de type climat océanique franc, selon une étude du CNRS s'appuyant sur une série de données couvrant la période 1971-2000. En 2020, Météo-France publie une typologie des climats de la France métropolitaine dans laquelle la commune est exposée à un climat océanique et est dans la région climatique  Côtes de la Manche orientale, caractérisée par un faible ensoleillement (1 550 h/an) ; forte humidité de l'air (plus de 20 h/jour avec humidité relative > 80 % en hiver), vents forts fréquents. Parallèlement le GIEC normand, un groupe régional d'experts sur le climat, différencie quant à lui, dans une étude de 2020, trois grands types de climats pour la région Normandie, nuancés à une échelle plus fine par les facteurs géographiques locaux. La commune est, selon ce zonage, exposée à un « climat contrasté des collines », correspondant au Pays d'Auge, Lieuvin et Roumois, moins directement soumis aux flux océaniques et connaissant toutefois des précipitations assez marquées en raison des reliefs collinaires qui favorisent leur formation.
Pour la période 1971-2000, la température annuelle moyenne est de 10,9 °C, avec  une amplitude thermique annuelle de 12,6 °C. Le cumul annuel moyen de précipitations est de 774 mm, avec 12,3 jours de précipitations en janvier et 8,2 jours en juillet. Pour la période 1991-2020, la température moyenne annuelle observée sur la station météorologique la plus proche, située sur la commune de Deauville à 4 km à vol d'oiseau, est de 0,0 °C et le cumul annuel moyen de précipitations est de 0,0 mm. Pour l'avenir, les paramètres climatiques de la commune estimés pour 2050 selon différents scénarios d'émission de gaz à effet de serre sont consultables sur un site dédié publié par Météo-France en novembre 2022.

## Urbanisme

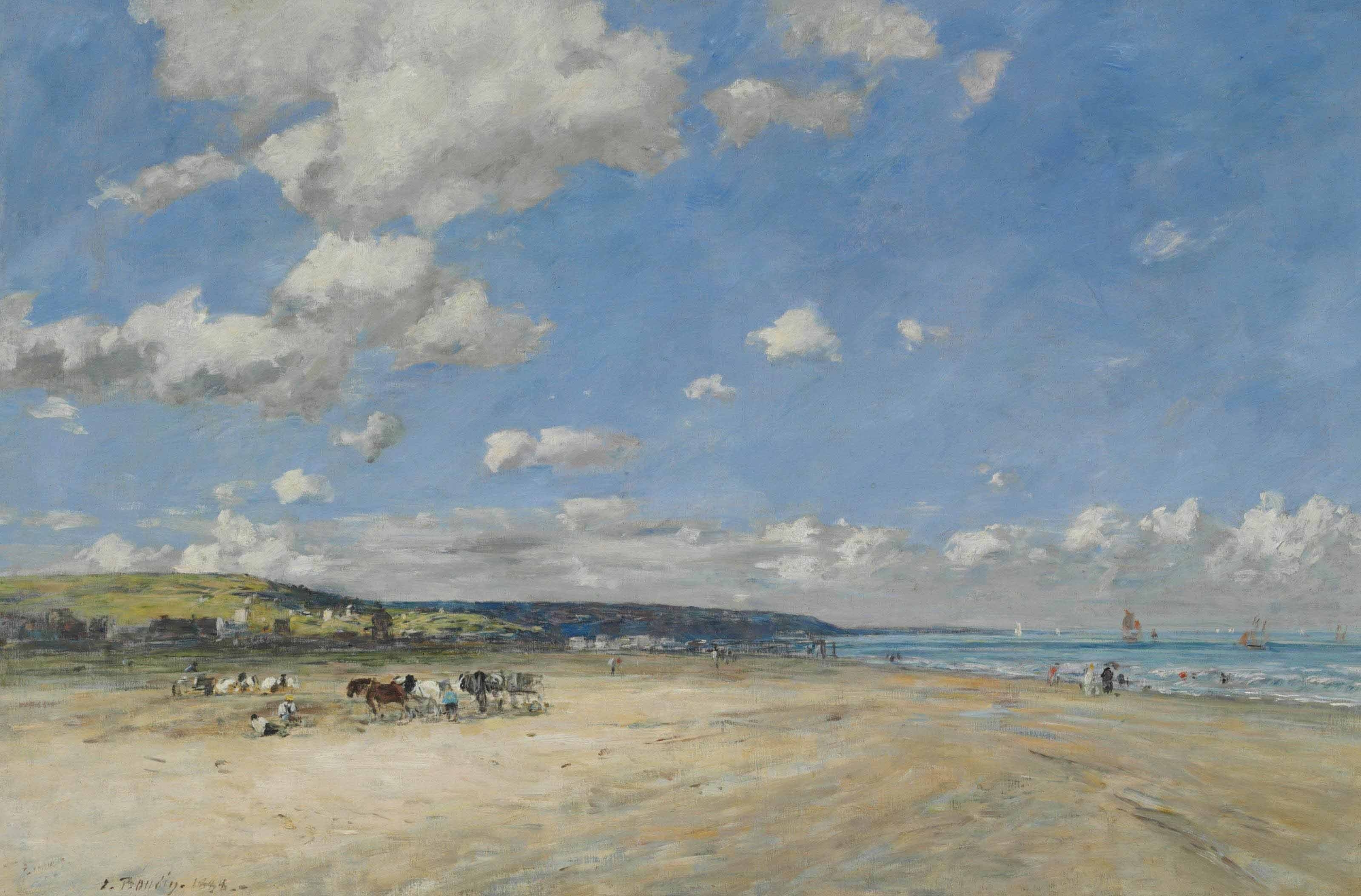
La Plage de Tourgéville,
Eugène Boudin, 1888,
collection privée, vente 2012.

### Typologie
Au 1er janvier 2024, Tourgéville est catégorisée commune rurale à habitat dispersé, selon la nouvelle grille communale de densité à 7 niveaux définie par l'Insee en 2022.
Elle appartient à l'unité urbaine de Dives-sur-Mer, une agglomération intra-départementale dont elle est une commune de la banlieue,. Par ailleurs la commune fait partie de l'aire d'attraction de Trouville-sur-Mer, dont elle est une commune de la couronne,. Cette aire, qui regroupe 35 communes, est catégorisée dans les aires de moins de 50 000 habitants,.
La commune, bordée par la baie de Seine, est également une commune littorale au sens de la loi du 3 janvier 1986, dite loi littoral. Des dispositions spécifiques d'urbanisme s'y appliquent dès lors afin de préserver les espaces naturels, les sites, les paysages et l'équilibre écologique du littoral, tel le principe d'inconstructibilité, en dehors des espaces urbanisés, sur la bande littorale des 100 mètres, ou plus si le plan local d'urbanisme le prévoit.

### Occupation des sols
L'occupation des sols de la commune, telle qu'elle ressort de la base de données européenne d'occupation biophysique des sols Corine Land Cover (CLC), est marquée par l'importance des territoires agricoles (76,4 % en 2018), en diminution par rapport à 1990 (82,5 %). La répartition détaillée en 2018 est la suivante : 
prairies (52,1 %), zones agricoles hétérogènes (19,6 %), zones urbanisées (10,2 %), espaces verts artificialisés, non agricoles (10 %), terres arables (4,7 %), forêts (3,1 %), espaces ouverts, sans ou avec peu de végétation (0,2 %). L'évolution de l'occupation des sols de la commune et de ses infrastructures peut être observée sur les différentes représentations cartographiques du territoire : la carte de Cassini (XVIIIe siècle), la carte d'état-major (1820-1866) et les cartes ou photos aériennes de l'IGN pour la période actuelle (1950 à aujourd'hui).

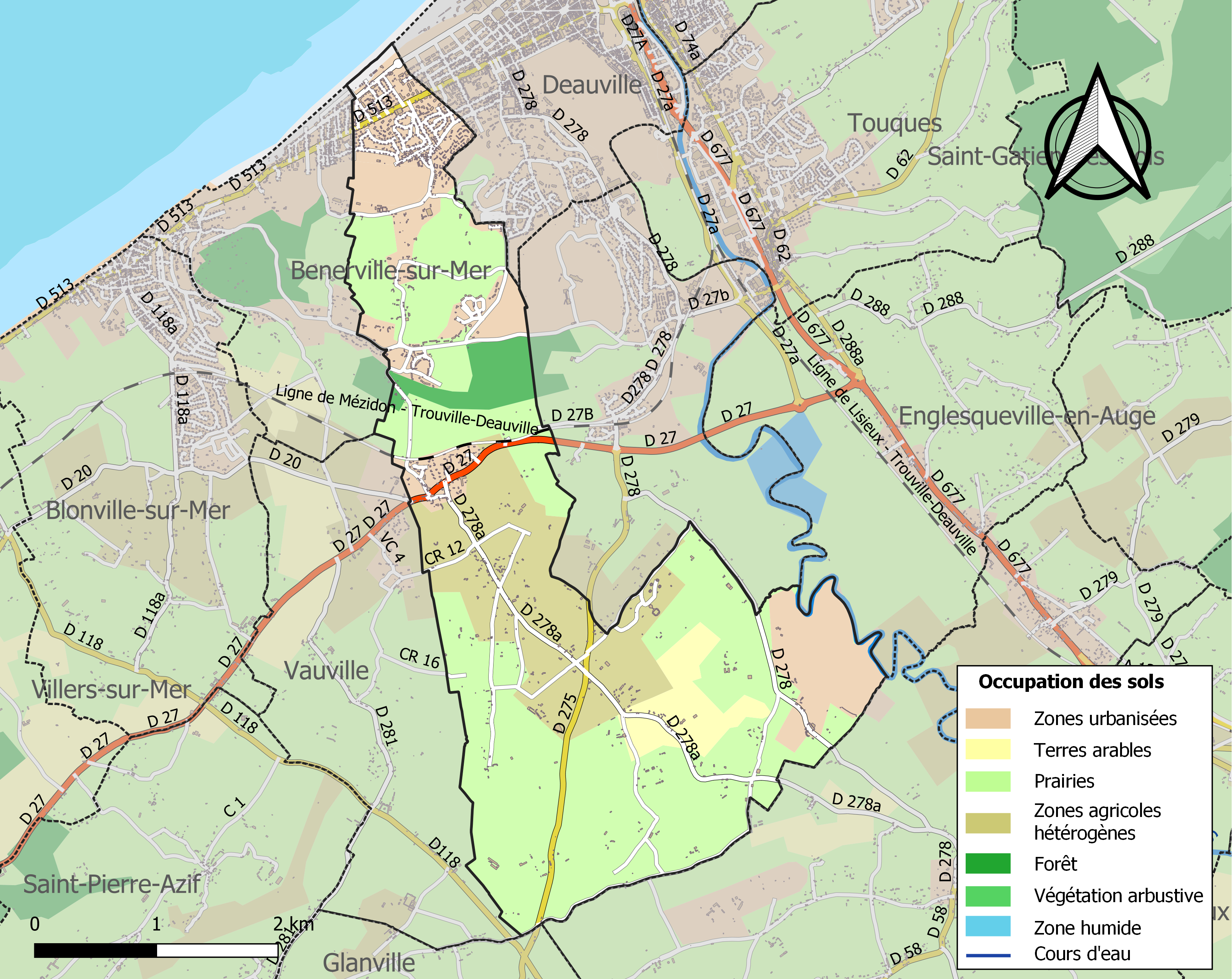
Carte des infrastructures et de l'occupation des sols de la commune en 2018 (CLC).

## Toponymie

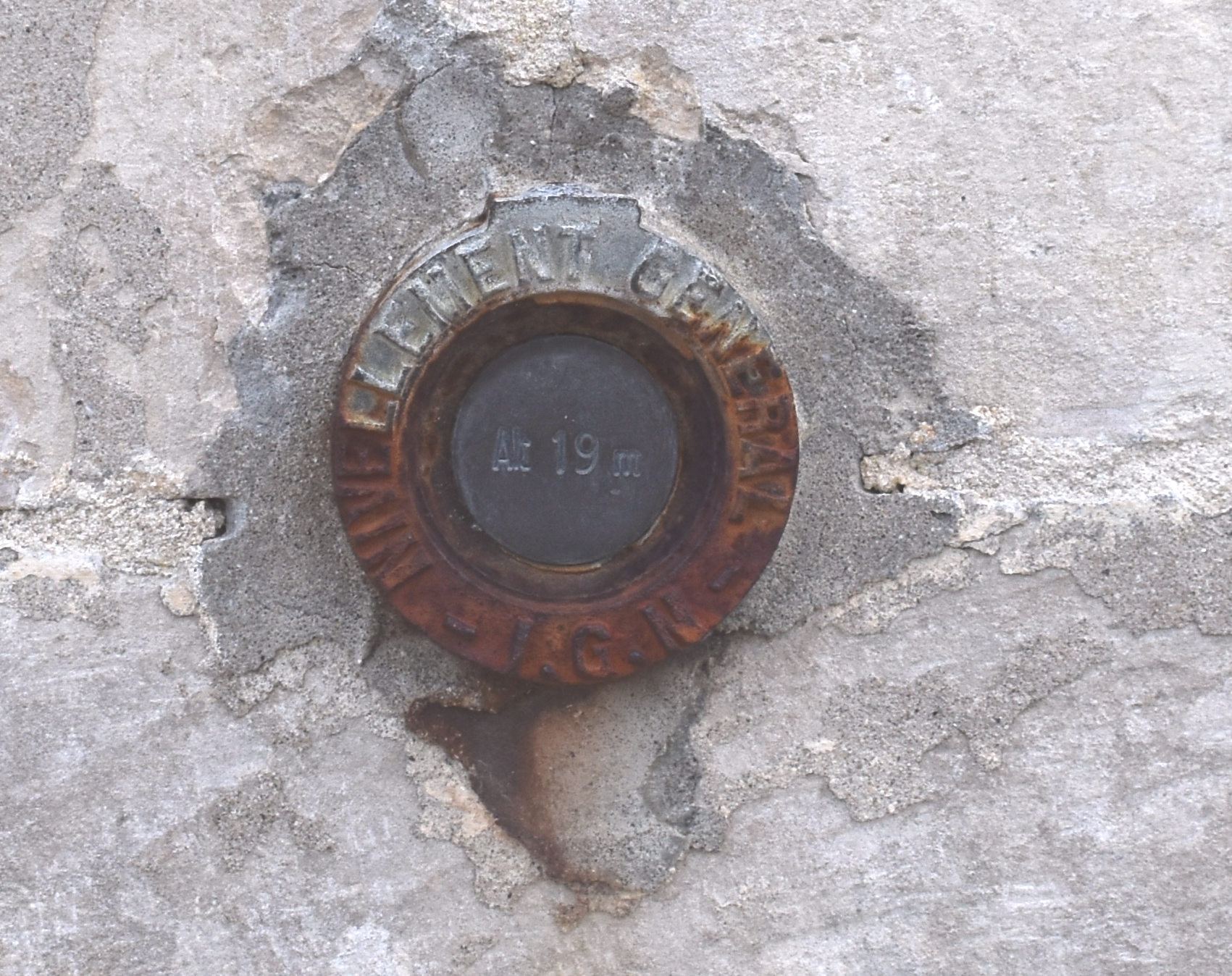
Borne de nivellement sur l'église : altitude 19 m.

Attesté sous la forme Gorgisvilla vers 1062, probable cacographie pour *Torgisvilla,, Torgisvilla en 1185 ; Sanctus Petrus de Torgeville en 1195 ; Tourgiville-en-Auge en 1452 ; Turgivilla au XVIe siècle. Homonymie avec Turgisville, ancien nom de Saint-Jean-de-la-Rivière (Manche).
Il s'agit d'une formation toponymique médiévale en -ville (au sens ancien de « domaine rural », du gallo-roman VILLA, lui-même du latin villa rustica) de Thorgils, nom de personne norrois (comprendre vieux norrois Þórgísl et vieux danois Thorgils) qui se perpétue dans les patronymes normands Tourgis et Turgis et qui signifie « otage de Thor ».
Les personnes qui portent des patronymes issus du norrois ont pour la plupart des origines scandinaves, puisque ces prénoms étaient héréditaires dans des familles venues du Nord de l'Europe et non pas donnés comme noms de baptême, avant de devenir patronymiques vers le XIIIe siècle, et ce, contrairement à la plupart des noms de famille issus de prénoms germaniques (Bernard, Gérard, Robert, etc.) qui étaient donnés au moment du baptême, sans pour autant être liés à l'origine germanique de la famille.
L'ancien nom du lieu était peut-être Glatigny, puisque c'est un lieu-dit, qui plus est, un manoir. En effet, il s'agit d'une formation toponymique antérieure.
C'est un toponyme gallo-romain ou daté du tout début de l'époque mérovingienne. Il se compose du suffixe -INIACUM d'origine celtique, de localisation, précédé du nom de personne germanique *Glatto (cf. adjectif allemand glatt, glabre, sans ride, etc. et Glatze, calvitie) postulé par le nom germanique Glattoldus cité par Marie-Thérèse Morlet et qu'on retrouve dans tous les Glatigny du Nord de la France, ainsi que Glatens dans le Sud-Ouest. Cependant, étant donné l'extrême fréquence des Glatigny et au contraire, l'absence d'un *Glatto que l'on devrait trouver de surcroît dans d'autres types toponymiques, il est préférable de voir dans l'élément Glat-, l'ancien français et dialectal glat(te) adjectif désignant une terre grasse, collante ou durcie.
Il existe environ quarante Glatigny en Normandie, où c'est le toponyme en -acum le plus fréquent.
Le gentilé est Tourgevillais.

## Politique et administration
| Période                                  | Période   | Identité          | Étiquette | Qualité            |
| ---------------------------------------- | --------- | ----------------- | --------- | ------------------ |
| 1967                                     | 1999      | Pierre Lepeudry   |           | Éleveur de chevaux |
| juin 1999                                | mars 2014 | Hervé Van Colen   | DVD       | Restaurateur       |
| mars 2014                                | En cours  | Michel Chevallier | SE        | Expert comptable   |
| Les données manquantes sont à compléter. |           |                   |           |                    |

Le conseil municipal est composé de quinze membres dont le maire et quatre adjoints.

## Démographie

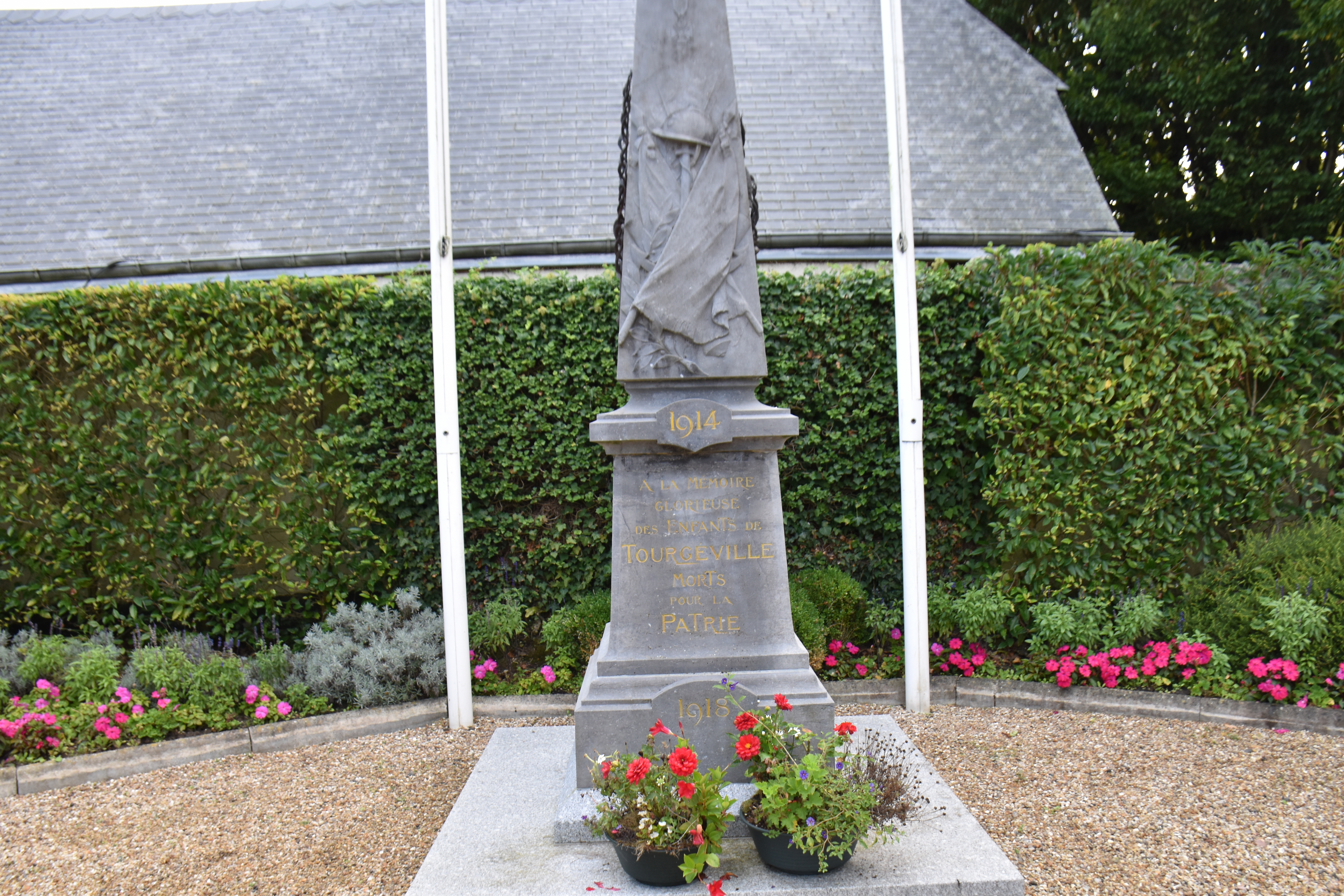
Le monument aux morts.

L'évolution du nombre d'habitants est connue à travers les recensements de la population effectués dans la commune depuis 1793. Pour les communes de moins de 10 000 habitants, une enquête de recensement portant sur toute la population est réalisée tous les cinq ans, les populations de référence des années intermédiaires étant quant à elles estimées par interpolation ou extrapolation. Pour la commune, le premier recensement exhaustif entrant dans le cadre du nouveau dispositif a été réalisé en 2006.
En 2022, la commune comptait 846 habitants, en évolution de +4,57 % par rapport à 2016 (Calvados : +1,58 %, France hors Mayotte : +2,11 %).
| 1793 | 1800 | 1806 | 1821 | 1831 | 1836 | 1841 | 1846 | 1851 |
| ---- | ---- | ---- | ---- | ---- | ---- | ---- | ---- | ---- |
| 472  | 414  | 470  | 377  | 394  | 414  | 406  | 390  | 408  |

| 1856 | 1861 | 1866 | 1872 | 1876 | 1881 | 1886 | 1891 | 1896 |
| ---- | ---- | ---- | ---- | ---- | ---- | ---- | ---- | ---- |
| 400  | 378  | 400  | 333  | 334  | 346  | 379  | 327  | 339  |

| 1901 | 1906 | 1911 | 1921 | 1926 | 1931 | 1936 | 1946 | 1954 |
| ---- | ---- | ---- | ---- | ---- | ---- | ---- | ---- | ---- |
| 344  | 354  | 346  | 367  | 517  | 655  | 567  | 475  | 531  |

| 1962 | 1968 | 1975 | 1982 | 1990 | 1999 | 2006 | 2011 | 2016 |
| ---- | ---- | ---- | ---- | ---- | ---- | ---- | ---- | ---- |
| 577  | 718  | 686  | 748  | 730  | 848  | 922  | 942  | 809  |

| 2021 | 2022 | - | - | - | - | - | - | - |
| ---- | ---- | - | - | - | - | - | - | - |
| 825  | 846  | - | - | - | - | - | - | - |

## Culture locale et patrimoine

### Lieux et monuments
- Manoir de Clairefontaine, du XIXe siècle, inscrit au titre des Monuments historiques depuis le 19 septembre 2005[38].
- Manoir de Glatigny, des XVIe et XVIIe siècles, classé au titre des Monuments historiques depuis le 21 janvier 1929, des dépendances sont inscrites depuis le 16 décembre 1974[39].
- Manoir de la Pipardière, des XVe et XVIe siècles, classé au titre des Monuments historiques depuis le 18 septembre 1923, alors que ce bâtiment était sur la commune de Livarot. Il a été reconstruit au début des années 1990 sur Tourgéville et son classement a été confirmé le 9 février 1995[40].
- Manoir de la Poterie, des XVIe et XVIIe siècles, inscrit au titre des Monuments historiques depuis le 27 mai 1975[41].
- Villa Mors ou « Tour carrée » : située sur le front de mer de Tourgéville (avenue de la Terrasse et rue Mors), elle est commandée par les frères Émile et Louis Mors (fondateur de l'entreprise automobile Mors). Construite en 1905, elle est de style néo-gothique[42]. Après la famille Mors, elle passe à Albert Blum, vice-président de la Chambre de commerce française de New-York, devient un restaurant, puis est divisée en appartements dans les années 1950. Elle nécessite actuellement des travaux[43],[44],[45].
- Église Saint-Pierre, en partie du XIIe siècle. Elle est restaurée depuis 2007 grâce à une campagne de dons[46].
- Hippodrome de Deauville - Clairefontaine.
- Le cimetière militaire britannique de la Première et de la Seconde Guerre mondiale, créé en 1917.

## Galerie: l'église Saint-Pierre

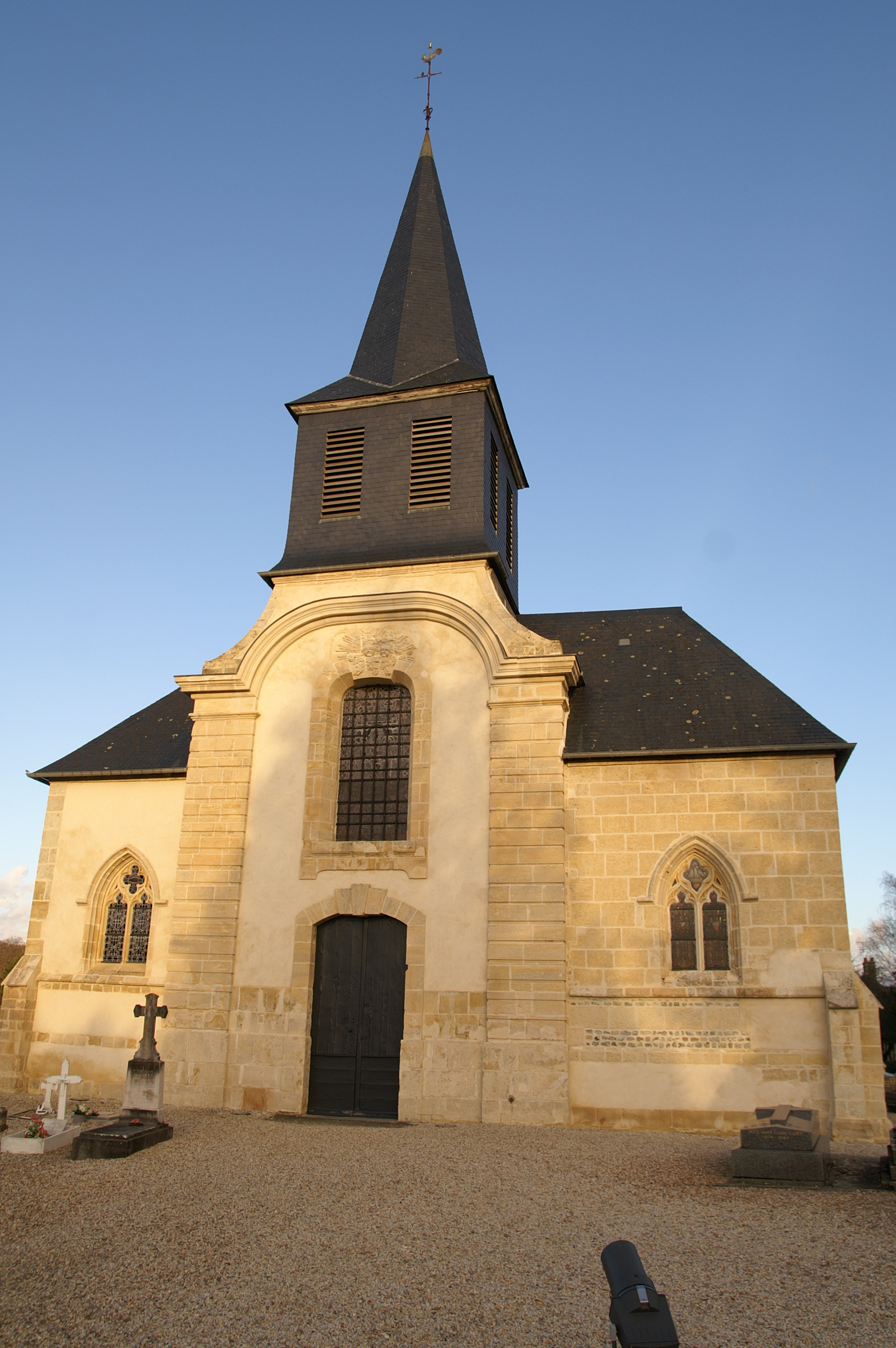
Façade de l'église.
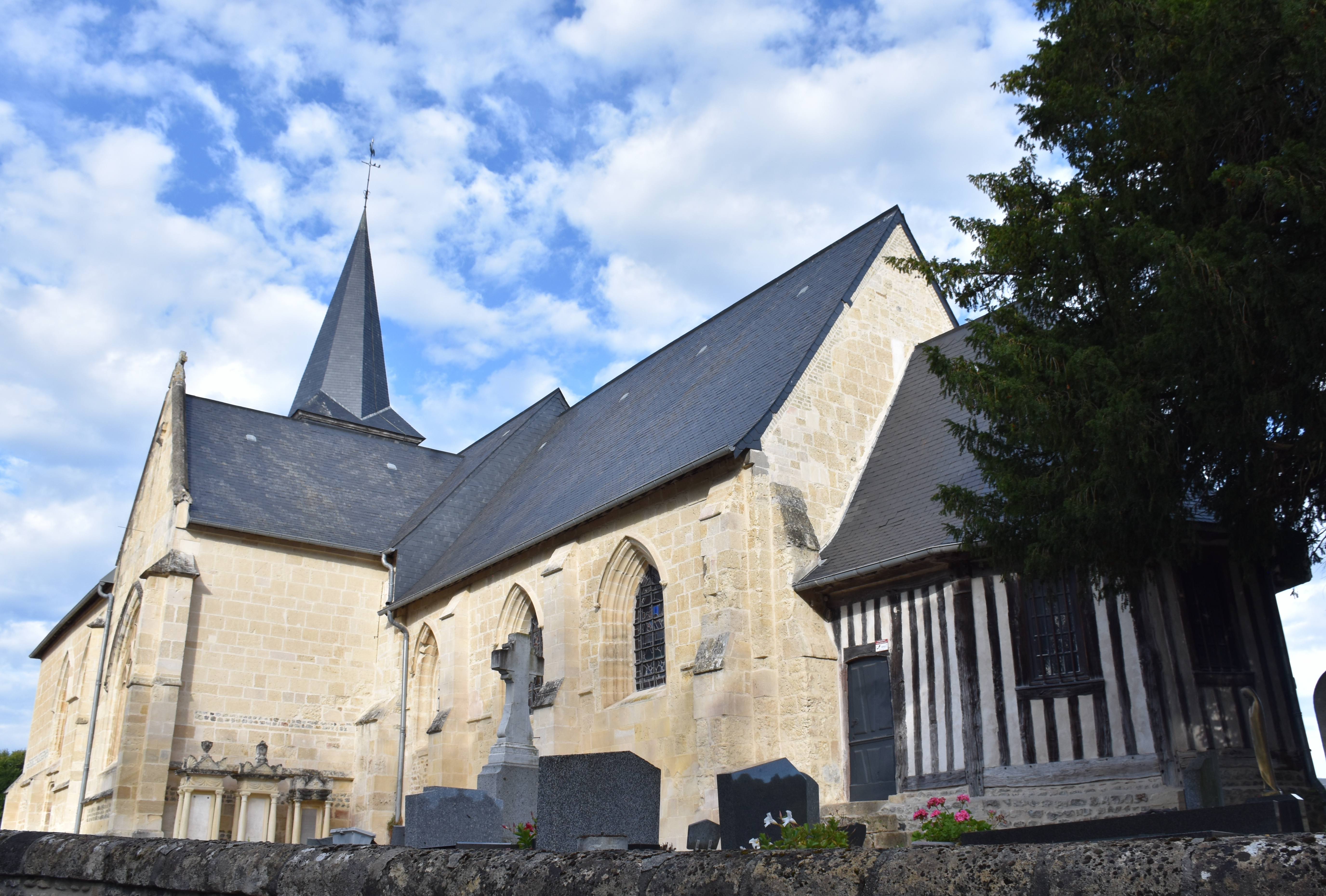
Vue du côté sud.
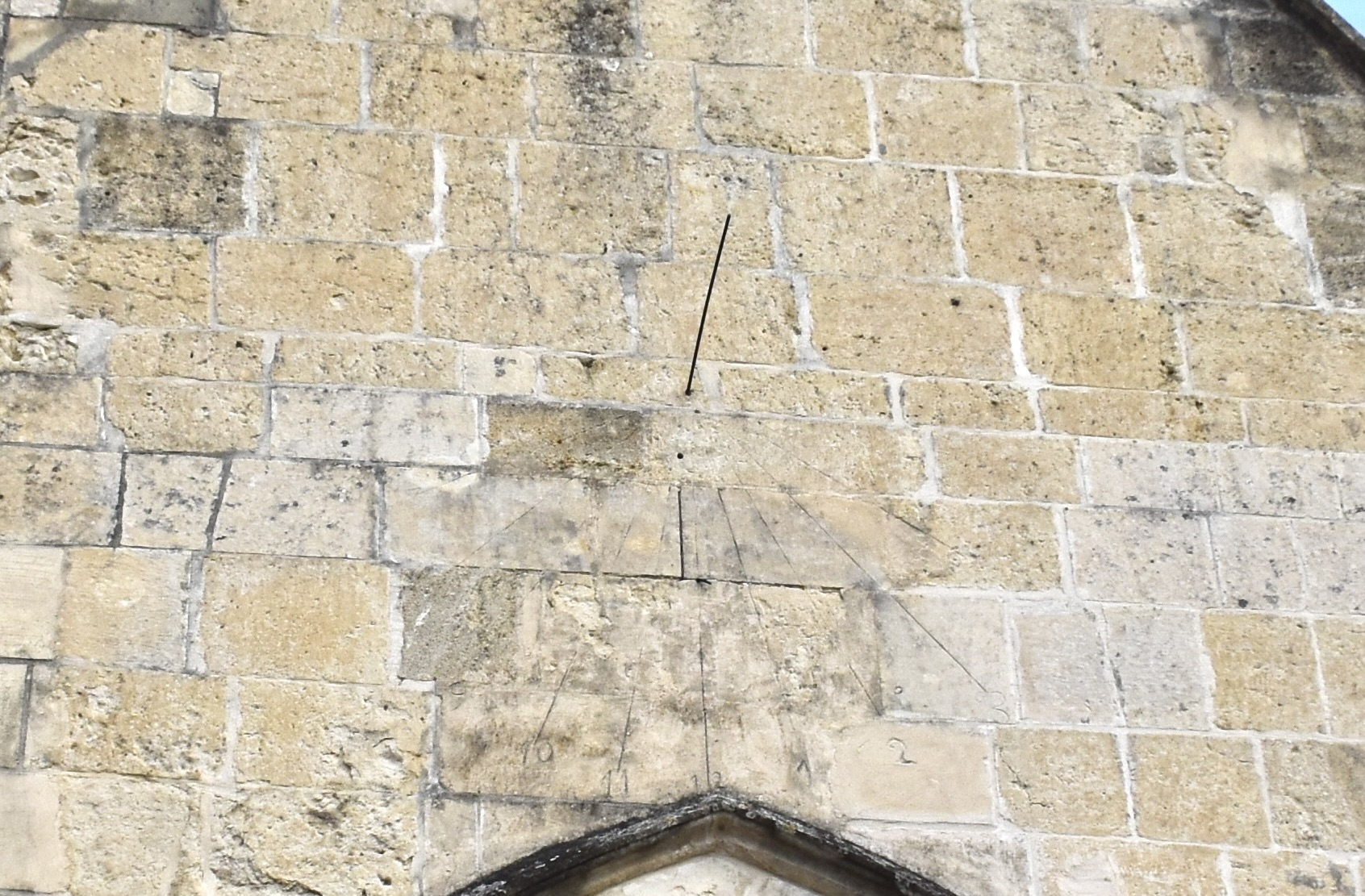
Le cadran solaire.
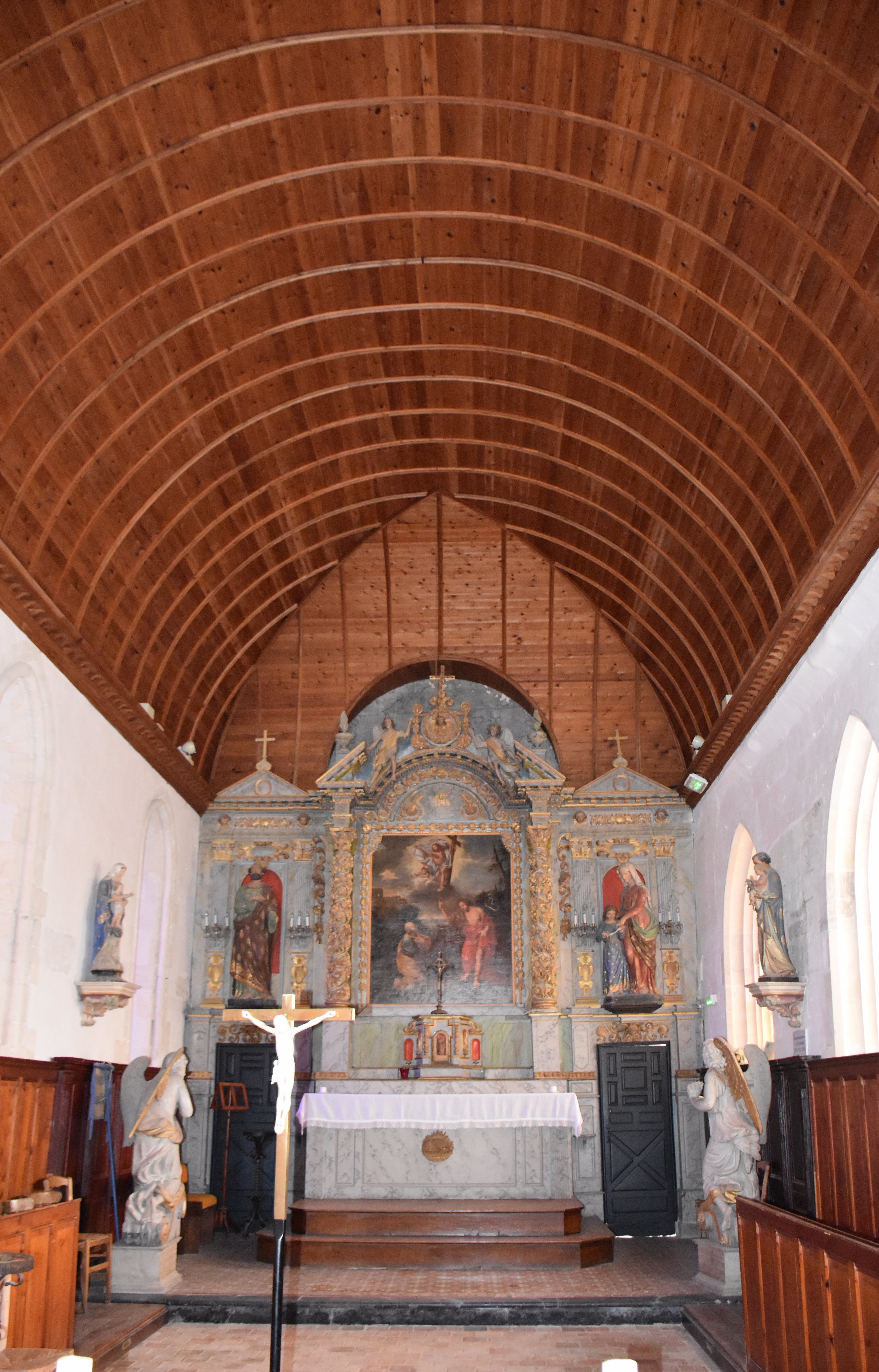
Le chœur.
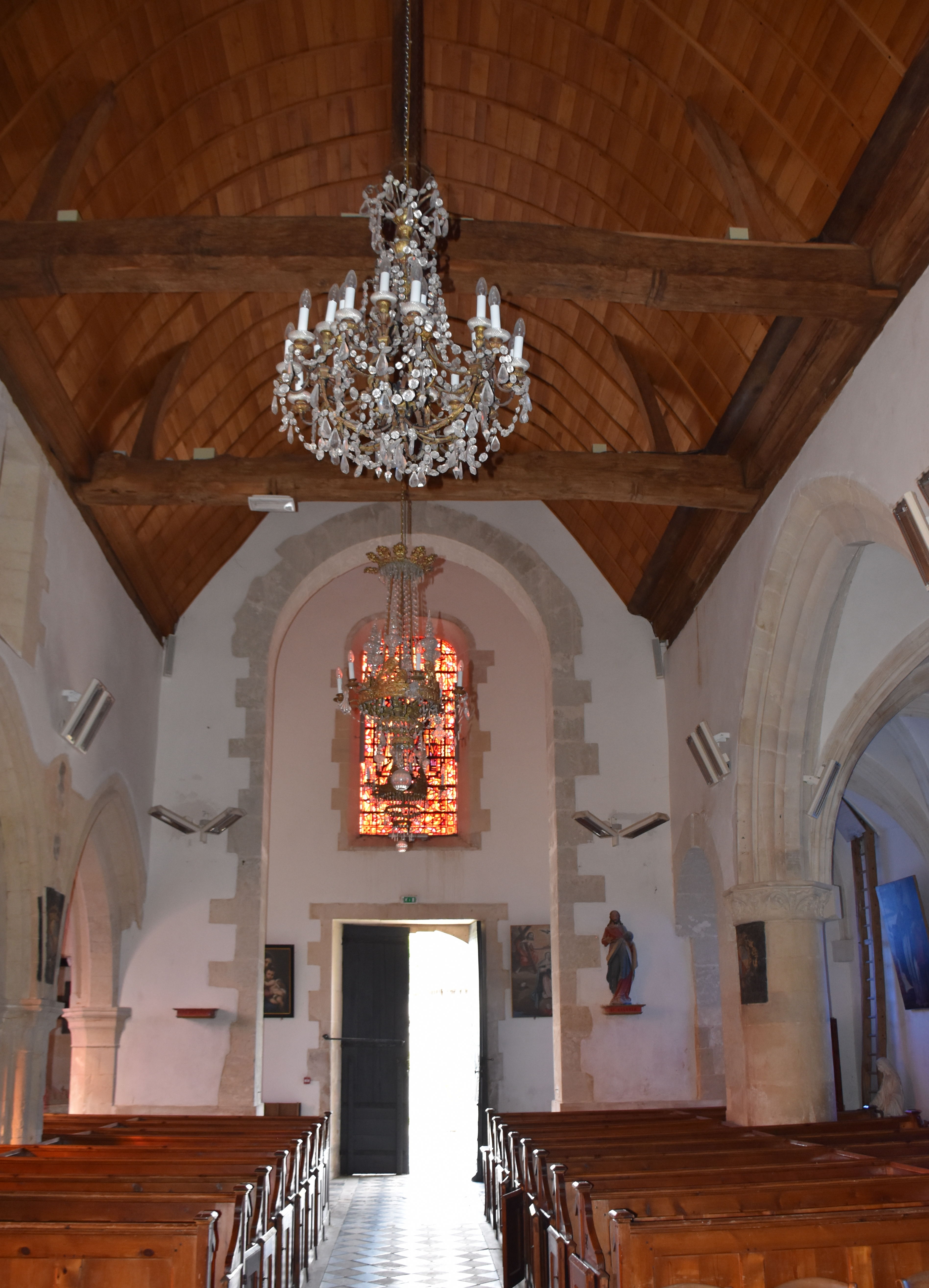
La nef côté porche.
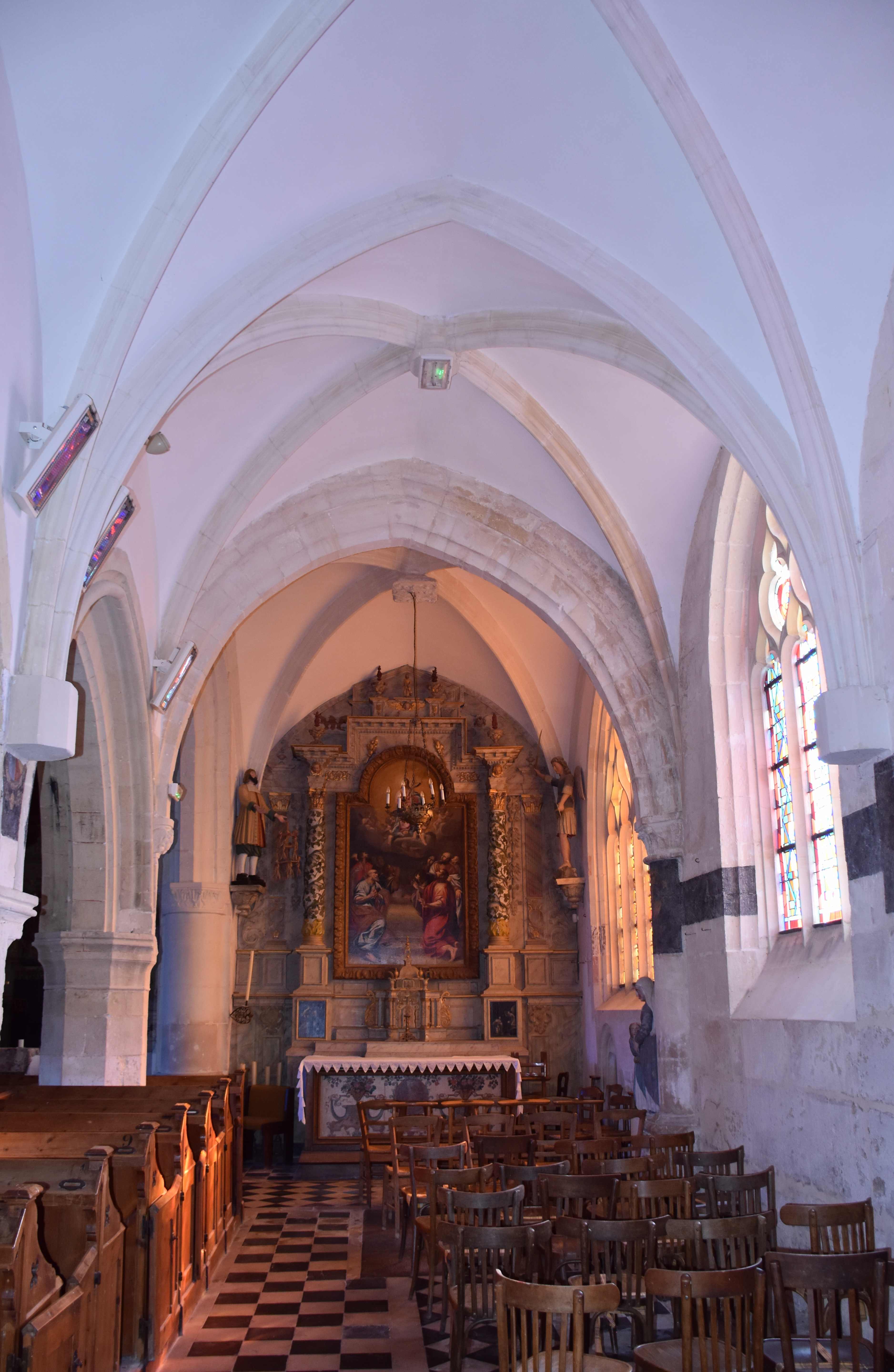
Le bas-côté sud.

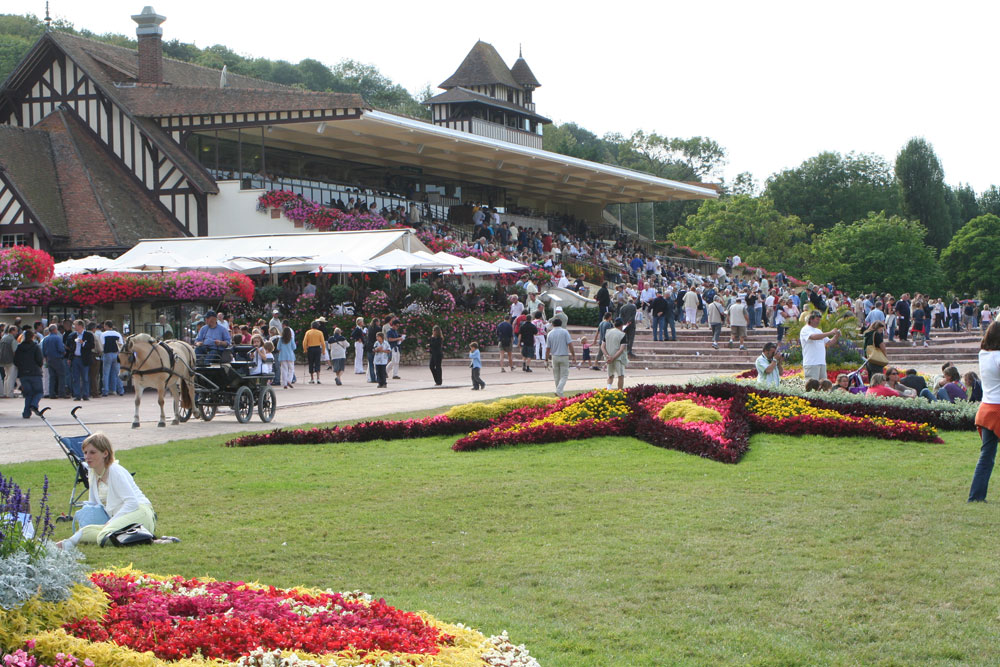
Sur le territoire de la commune de Tourgéville, l'hippodrome de Deauville - Clairefontaine.
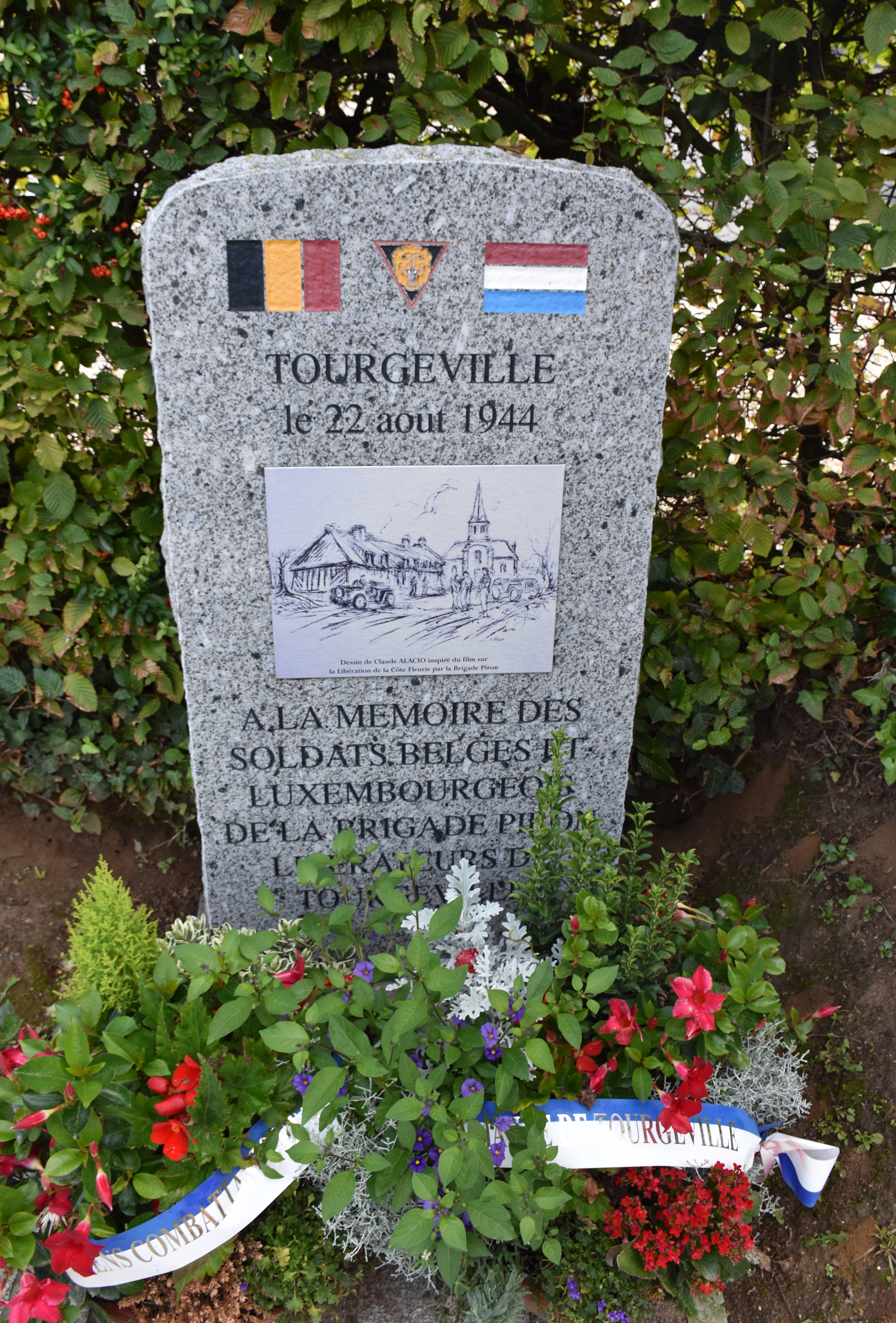
Monument  hommage aux libérateurs de la commune le 22 avril 1944.
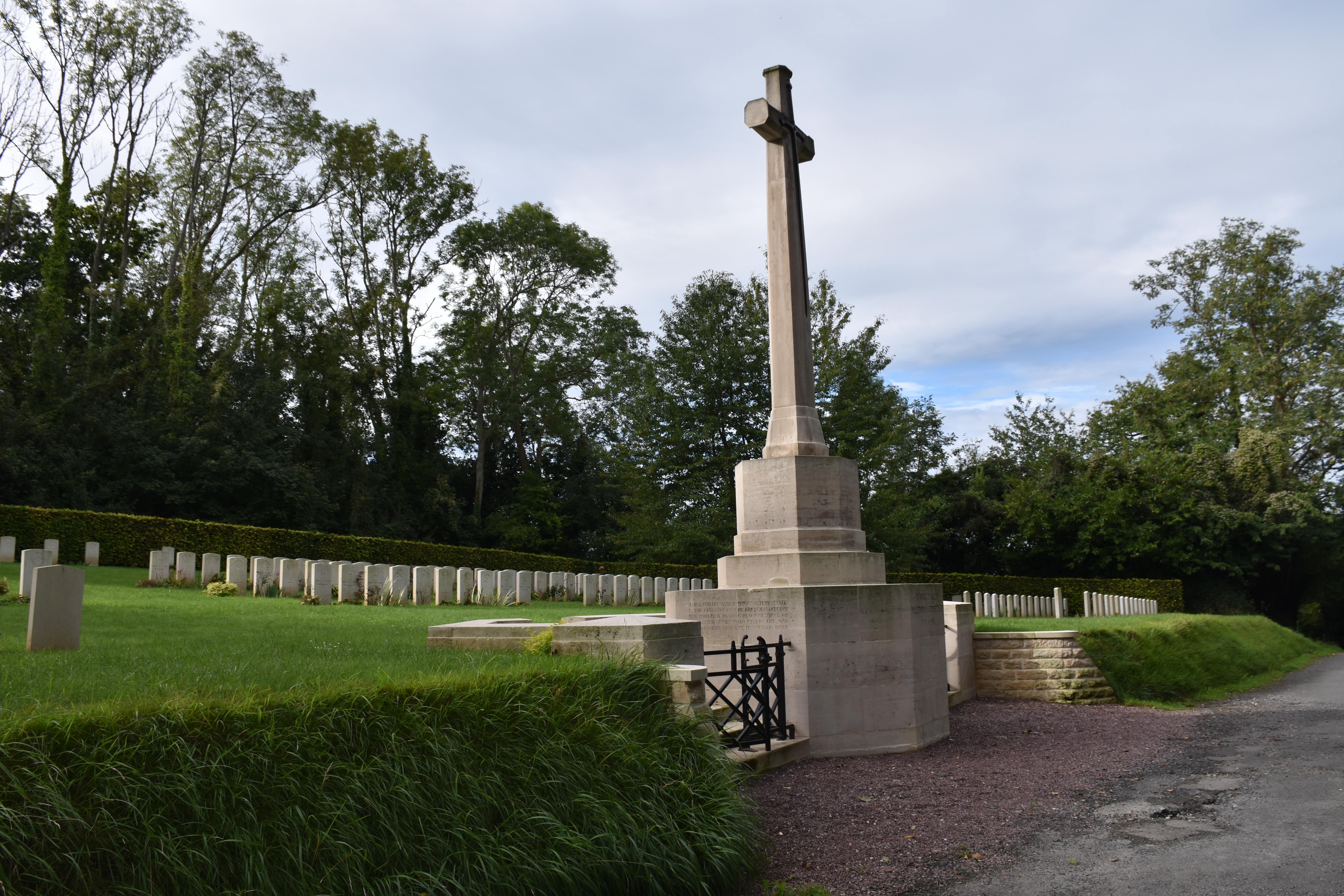
Le cimetière militaire britannique.
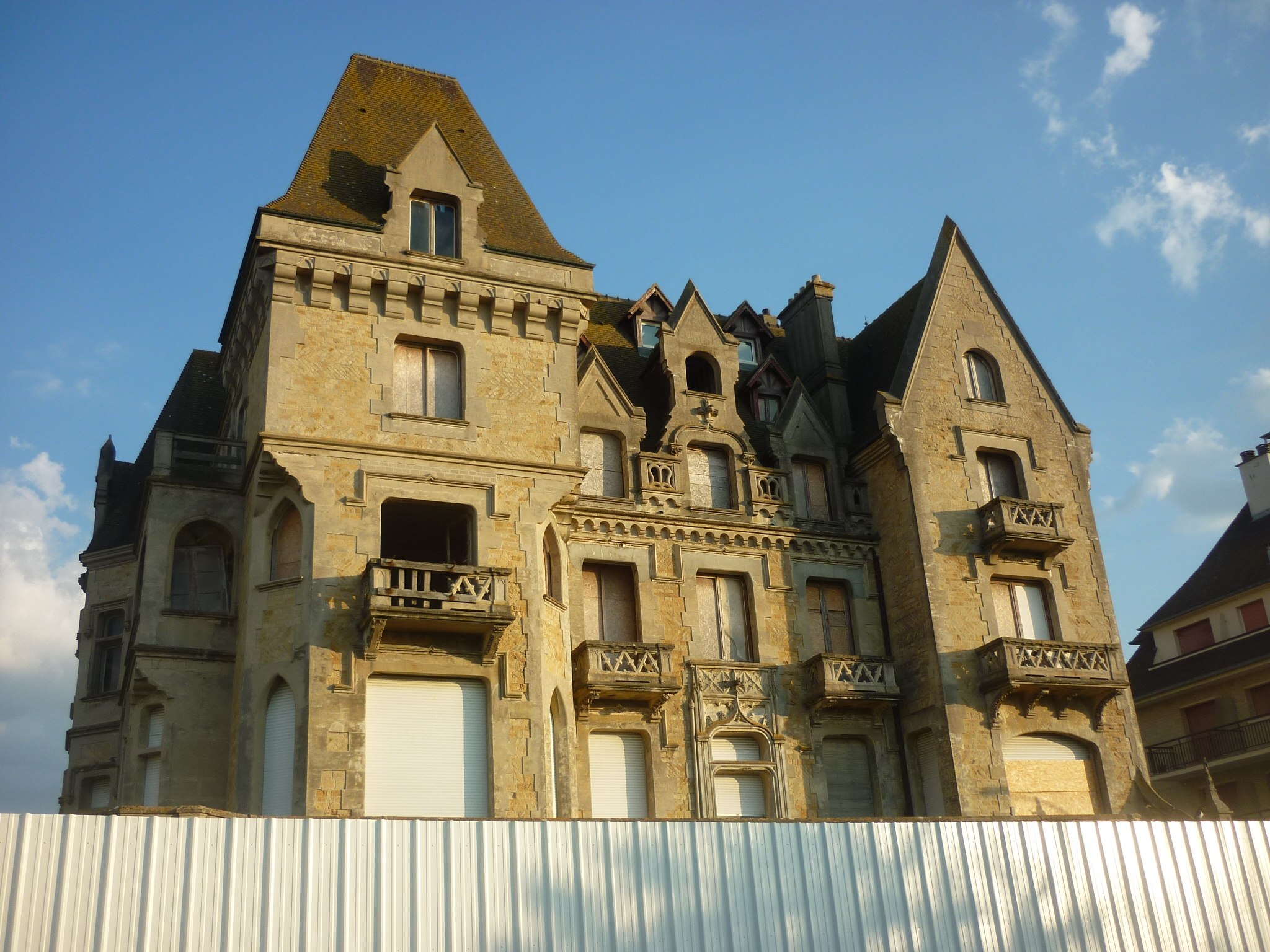
Villa Mors.

### Personnalités liées à la commune
- Georges Hébert (1875-1957), éducateur, y est mort.
- Émile Gérard-Gailly (1882-1974), écrivain et critique littéraire, séjourne régulièrement à Tourgéville où il possède une villa. Il y est inhumé et une rue de la ville porte son nom[47].
- Marie-Renée Ucciani, (1883-1963), artiste-peintre et sculpteur, séjourne à Villers et vient peindre à Tourgéville[48],[49],[50].
- Pierre Delanoë (1918-2006), parolier, possédait une résidence dans la commune.
- Louis Delamare (1921-1981), ambassadeur, y est enterré[51].
- Jacques Fabbri (1925-1997), acteur et réalisateur, y est mort.
- Édouard Balladur (né en 1929), ancien Premier ministre, ancien député, y possède une résidence.
- Charles Dumont.(1929-2024), parolier et chanteur, a longtemps vécu sur la Commune et y repose au sein du cimetière.

### Héraldique
| Blason de Tourgéville | Blason  | Parti : au 1er d'azur à la tête de cheval d'argent, au 2e de sinople aux deux clubs de golf d'or passés en sautoir, les fers vers le chef, cantonnés de quatre balles de golf du même, le tout sommé d'un chef cousu de gueules chargé d'un léopard d'or. |
| Blason de Tourgéville | Détails | Le léopard d'or des armoiries de Tourgéville rappelle les armoiries de la Normandie. |